# Stora Lekattskär
Stora Lekattskär är en ö i Finland. Den ligger i Skärgårdshavet eller Norra Östersjön och i kommunen Pargas i den ekonomiska regionen  Åboland i landskapet Egentliga Finland, i den sydvästra delen av landet. Ön ligger omkring 83 kilometer söder om Åbo och omkring 190 kilometer väster om Helsingfors. Stora 
Öns area är 1,7 hektar och dess största längd är 240 meter i sydöst-nordvästlig riktning.